# 別飛村
別飛村（べっとぶむら）は、北海道根室支庁管内の紗那郡に存在した村。1923年に紗那村、有萌村と合併し消滅した。
日本が領有権を主張しロシアが実効支配する北方領土の一部であり、現在この地にはレイドヴォ（ロシア語: Рейдово）という集落がある。
当該地域の領有権に関する詳細は千島列島及び北方領土問題の項目を、現状に関してはサハリン州#クリル管区、択捉島#ソ連崩壊後の択捉島の項目を参照のこと。

## 沿革
- 1869年(明治2年)8月15日 北海道11国が置かれ、のち紗那郡別飛村が成立。
- 1882年(明治15年) 根室県振別郡外三郡役所に属する。
- 1884年(明治17年) 紗那村に戸長役場がおかれる。
- 1886年(明治19年)1月 振別択捉紗那蘂取郡役所が置かれる。
- 1897年(明治30年)11月5日 支庁制度導入により紗那支庁が置かれ、同支庁の管轄となる。
- 1903年(明治36年)12月1日 紗那支庁が根室支庁に合併される。
- 1913年(大正2年) この頃の別飛村は漁業で栄えていた。
- 1920年(大正9年) 合併前唯一の国勢調査が行われ、人口672人(男526人、女146人)、世帯数93を数える。
- 1923年(大正12年)4月1日 紗那村、有萌村と合併し、別飛村廃止。同時に行政権を持つ二級町村として紗那郡紗那村が成立。
- 1945年(昭和20年)9月1日 紗那村にソビエト連邦軍が侵攻。
- 1946年(昭和21年)2月1日 ソビエト連邦政府が領有を宣言。